# Tori-shima
Tori-shima (鳥島, Torishima ou Izu-no-Torishima) est une île volcanique inhabitée du Japon.
Elle fait partie de l'archipel Zunan (豆南諸島, Zunan shotō), qui regroupe les îles inhabitées du sud de l'archipel d'Izu (伊豆諸島, Izu shotō). Elle dépend donc administrativement de la Tokyo, comme le reste de l'archipel.

## Géographie
Tori-shima est située à environ 570 kilomètres au sud de Tokyo et à 300 kilomètres au sud de Hachijō-jima, dans l'archipel d'Izu.
À 370 kilomètres au sud de Tori-shima se trouvent les îles Muko-jima qui font partie de l'archipel Ogasawara.
C'est une île volcanique circulaire de 2,5 kilomètres de diamètre et 6,5 kilomètres de circonférence.
Son point culminant qui atteint 394 mètres d'altitude est la partie émergée d'un volcan sous-marin massif qui s'étend sur 3 000 mètres.
Cette île a ainsi connu une histoire tumultueuse d'activité volcanique récente :
- En 1902, une éruption majeure a créé un vaste cratère au centre de l'île, entraînant la mort des 125 personnes présentes sur l'île.
- En 1939, une nouvelle éruption a conduit à l'évacuation définitive de tous les résidents et du personnel de la station météorologique navale.
- Entre 1959 et 1965, l'île a connu une activité sismique intermittente.
- En 2002, une éruption a été observée, confirmant la dynamique toujours active de Tori-shima.

Tori-shima est renommée pour être le lieu de reproduction des albatros à queue courte. Pendant l'ère Meiji (1868-1912), de nombreux Japonais se sont établis sur l'île, exploitant les plumes et la viande des albatros. On estime à cinq millions le nombre d'oiseaux massacrés avant l'éruption dévastatrice de 1902.
L'île a connu ensuite des vagues d'habitants successives, attirés par la chasse aux albatros et la pêche au corail. Toutefois, depuis l'éruption de 1939, Tori-shima demeure dépourvue de pécheurs et chasseurs.
Au cours de la Seconde Guerre mondiale, la marine y a érigé une base de radar, suivie d'un observatoire météorologique après le conflit. Néanmoins, les fréquents séismes déclenchés par l'activité volcanique ont conduit à l'évacuation totale du personnel en 1965, laissant l'île définitivement inhabitée. La présence d'albatros subsiste avec une population actuelle de quelques milliers.

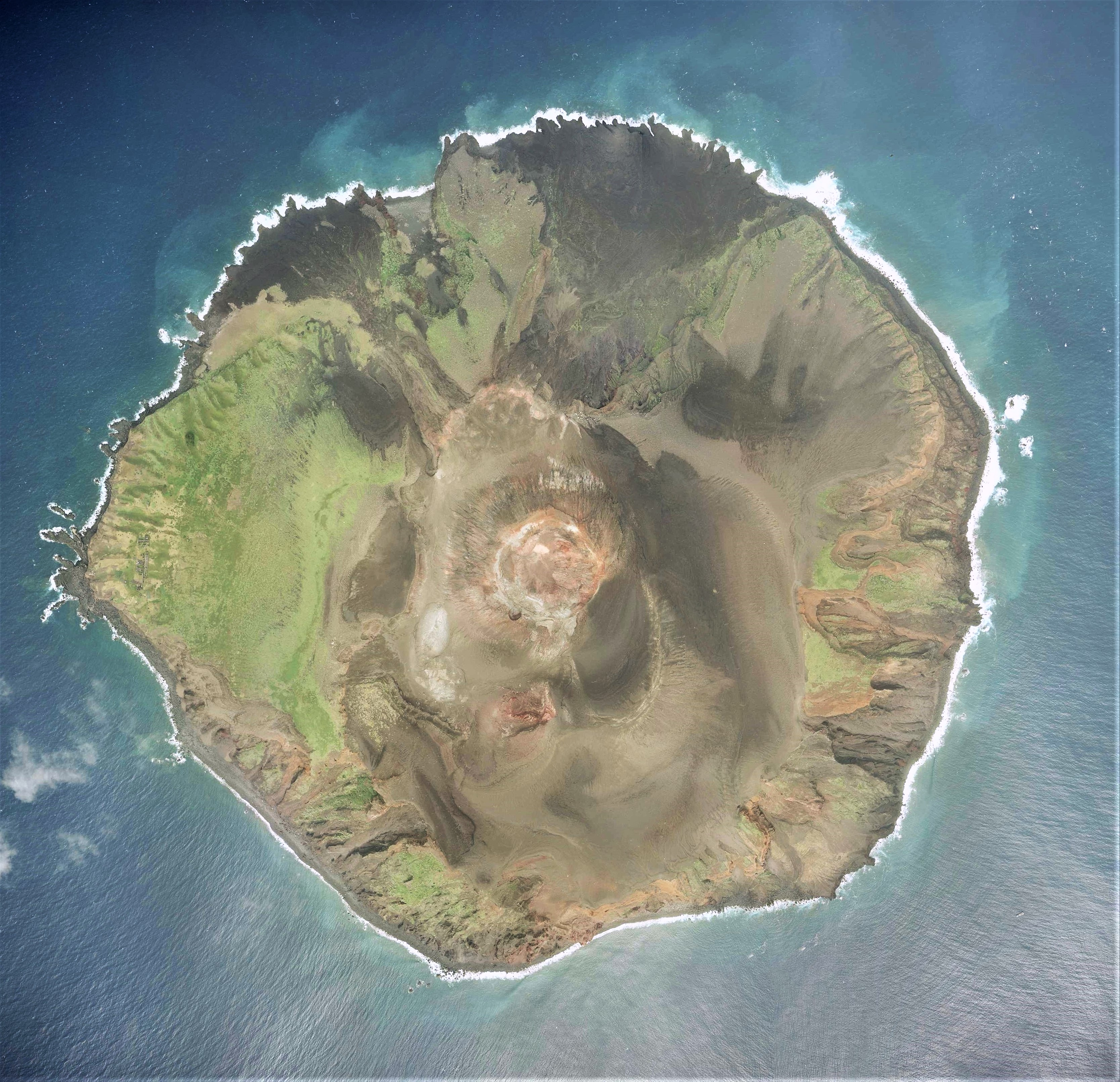
Vue aérienne de Torishima en 2001.